# Bosaardkruiper
De bosaardkruiper (Schendyla nemorensis) is een duizendpotensoort uit de familie van de Schendylidae. De wetenschappelijke naam van de soort werd voor het eerst geldig gepubliceerd in 1837 door Carl Ludwig Koch.

## Beschrijving
De bosaardkruiper is een kleine strokleurige duizendpoot (tot 28 mm) met een iets donkerdere kop, met slechts 37 tot 43 paar poten. Het lijkt qua uiterlijk sterk op de ongrijpbare S. dentata en de aan de kust levende S. peyerimhoffi, maar verschilt in de vorm van de laatste poten (vooral de distale middenvoetsbeentje - die langwerpig is bij de bosaardkruiper). Het vertoont ook een oppervlakkige gelijkenis met de stronkaardkruiper (Geophilus truncorum) (die klauwen aan de laatste poten heeft), die in vergelijkbare leefgebieden kan voorkomen.

## Verspreiding en leefgebied
De soort heeft een voornamelijk Palearctische verspreiding, maar is vanuit Europa in Tasmanië geïntroduceerd. De typelocatie is de omgeving van Regensburg in Beieren, Zuid- Duitsland 